# Лъжичари
Лъжичари е бивше село в Егейска Македония, на територията на дем Пела на административна област Централна Македония.

## География
Селото е било разположено в подножието на планината Паяк, северно от град Енидже Вардар (Яница), между Крушари и Къшлар.

## История
В началото на XX век Лъжичари е село в Ениджевардарска каза на Османската империя. Към 1900 година според статистиката на Васил Кънчов („Македония. Етнография и статистика“) Лъжичари брои 80 жители българи. Селото пострадва силно по време на Илинденско-Преображенското въстание през лятото на 1903 година и жителите му се изселват в Крушари.